# Friedensforschung
Friedensforschung bezeichnet den Teil der Konfliktforschung, der die Grundlagen für dauerhaften Frieden zwischen Staaten, Völkern und Menschen erforscht. Meist werden verschiedene Interessenlagen gegeneinander abgewogen und politische Entscheidungen für den Frieden und die Menschenrechte gefordert.
Die Friedenswissenschaft wird hingegen nicht als eigenständige Wissenschaft betrachtet. Sie wird z. B. von Historikern, Soziologen, Politologen und Wirtschaftswissenschaftlern betrieben.

## Anfänge der Friedensforschung
Das erste auf Friedensforschung spezialisierte Institut in Europa war das 1959 von Johan Galtung gegründete Peace Research Institute Oslo (PRIO). Im Anschluss daran wurde 1966 das Stockholm International Peace Research Institute (SIPRI) von der schwedischen Regierung als Stiftung gegründet.
Etwas früher, aber in kleinerem Rahmen, begann 1958 in München die auf Initiative von Christel Küpper gegründete Forschungsgesellschaft für Friedenswissenschaft, die sich ab den 1960er Jahren auf Friedenspädagogik spezialisierte.

## Tendenzen
Nicht selten ist diese Wissenschaft im Umfeld politischer Bewegungen anzusiedeln. Beispiele hierfür sind u. a. die Friedensbewegung, der Antimilitarismus, Wehr- und Kriegsdienstverweigerer sowie Deserteure. Es existieren jedoch auch deutliche Tendenzen von staatlicher Seite, Einfluss auf den Diskurs der Forschung zu nehmen; so zum Beispiel in der Bundesrepublik Deutschland durch die Zeitschrift Beiträge zur Konfliktforschung sowie durch die Deutsche Stiftung Friedensforschung. In Abgrenzung von dieser regierungsnahen Friedensforschung bezeichnen Vertreter der der Friedensbewegung nahestehenden Friedensforschung ihre Forschung als Kritische Friedensforschung (z. B. Ekkehart Krippendorff).
Unter der weltweiten Bedrohung durch Massenvernichtungswaffen und neuerdings auch durch Terrorismus betrachtet sich die Friedensforschung als einen wichtigen Bestandteil zur Abwendung von humanitären Katastrophen und zur dauerhaften Lösung von Konflikten.

## Transrationaler Frieden
Eine neue Denkrichtung unter dem Titel „trans-rational peace“ brachte seit der Jahrtausendwende der UNESCO-Lehrstuhl für Friedensforschung der Universität Innsbruck unter seinem Leiter Wolfgang Dietrich in die Diskussion ein. Diese systemisch orientierte Schule untersucht die fünf „Familien“ des Friedens: Die energetische Auffassung, die moralische, die moderne, die post-moderne und die transrationale. Unter letzterer wird die Verbindung zwischen der „mechanistischen Rationalität“ moderner Friedensbegriffe und der „systemischen Relationalität energetischer Denkweisen“ verstanden. Auf dieser Grundlage wählt die Innsbrucker Schule bei der Konfliktarbeit den elicitiven Ansatz des amerikanischen Friedensforschers John Paul Lederach, der die Konfliktaufarbeitung aus der Beziehung der Streitparteien ableitet. Friedensarbeit besteht demnach nicht im Studieren externer Gutachten, sondern in der persönlichen Herausforderung, in der die Streitparteien für sich selbst neue Kommunikations- und Handlungsarten entdecken. Die Innsbrucker Schule hat dementsprechend einen Master-Lehrgang für Transrationale Friedensforschung und Elicitive Konflikttransformation entworfen.

## Friedensforschungsinstitute

### Deutschland
- Berghof Foundation
- Bonn International Centre for Conflict Studies (BICC)
- Forschungsstätte der Evangelischen Studiengemeinschaft e.V. (FEST)
- Friedensakademie Rheinland-Pfalz – Akademie für Krisenprävention und Zivile Konfliktbearbeitung
- Galtung-Institut für Friedenstheorie und Friedenspraxis
- Heidelberger Institut für Internationale Konfliktforschung (HIIK)
- Leibniz-Institut Hessische Stiftung Friedens- und Konfliktforschung (HSFK)
- Institut für Entwicklung und Frieden (INEF)
- Institut für Friedensforschung und Sicherheitspolitik an der Universität Hamburg (IFSH)
- Zentrum für Konfliktforschung, Philipps-Universität Marburg
- Zentrum für Naturwissenschaft und Friedensforschung,  Universität Hamburg (ZNF)

### Österreich
- Österreichisches Studienzentrum für Frieden und Konfliktlösung

### Schweiz
- Swisspeace

## Vereinigungen von Friedensforschern und Stiftungen zur Friedensforschung
- Arbeitsgemeinschaft für Friedens- und Konfliktforschung (Sekretariat beim LSt. für Politikwissenschaft mit Schwerpunkt Friedens- und Konfliktforschung der Universität Augsburg (Professor Christoph Weller))
- Berghof Foundation in Berlin[5] mit angeschlossenem Institut für Friedenspädagogik, Tübingen[6]
- Forum Friedenspsychologie e.V.